# Павел Дочев
Павел Дочев е български футболист и треньор по футбол. Играл е на поста защитник. Роден на 28 септември 1965 г. в София.

## Кариера на футболист
Юноша на Локомотив (София). В България играе за отборите на Локо (София) и ЦСКА (София). През сезон 1991/1992 ЦСКА играе срещу Хамбургер за Купата на УЕФА и въпреки загубата на българския отбор с общ резултат 6:1 Дочев и Йордан Лечков правят впечатление на ръководството на Хамбургер. През 1992 и двамата са закупени от немския отбор, но за разлика от Лечков Дочев не успява да се наложи и изграва едва осем мача. След годината в Хамбург, Дочев играе по един сезон в Ханза Рощок и Холщайн Кил, преди да премине в третодивизионния Падерборн, където през 2003 г. слага край на кариерата си.

## Треньорска кариера

### Падерборн
След прекратяване на кариерата си става треньор на Падерборн и постига най-големите успехи в историята на му. През сезон 2004/2005 успява да изведе Падерборн до място, даващо право на участие във Втора Бундеслига. Същата година отборът стига до осминафинал за Купата на Германия като по пътя си дотам отстранява далеч по-класните Хамбургер с 4:2 (по-късно се оказва, че резултатът от тази среща е манипулиран от съдията Роберт Хойцер) и Дуисбург с 2:1. Договорът на Дочев изтича и въпреки успехите, ръководството на отбора не го подновява. След Падерборн Дочев поема намиращия се в криза състав на Рот-Вайс Ерфурт и успява да го стабилизира. От февруари 2008 г. отново поема закъсалия Падерборн, но не успява да помогне на отбора да се спаси от изпадане от Втора Бундеслига. След един сезон в трета дивизия Дочев успява да върне Падерборн във Втора Бундеслига. В края на сезона отказва да поднови договора си. На 13 май 2010 еобявен за треньор на ЦСКА (София) с договор за 2 години започващ от 30 юни. Договора му е прекратен на 16 август 2010 след поредния слаб резултат срещу опашкаря Видима Раковски.
През 2007 г. Павел Дочев е избран за треньор на столетието на Падерборн. В анкетата за него гласуват 85 процента от феновете. През същата година получава и германско гражданство.

### Зандхаузен
Треньор на ШФ Зандхаузен от септември 2010 до февруари 2011. Предявява иск за несъстоятелност към ЦСКА София за дълг от 90 хиляди евро, което, предвид посредствените резултати на отбора под негово ръководство, сериозно влошава отношенията му с червената общественост.

### Пройсен Мюнстер
През януари 2012 г. става треньор на третодивизионния Пройсен Мюнстер. През този сезон успява да запази отбора в Трета дивизия. Посредством победи над Вердер Бремен и Санкт Паули отборът достига втори кръг на Купата на Германия. На 5 септември 2013 е уволнен от Пройсен Мюнстер в резултат на седемте точки от седем мача и 16-а позиция в класирането.

### Ерцгебирге
На 1 юни 2015 г. поема изпадналия в Трета лига тим на Ерцгебирге. Въпреки че поставените цели са построяването на новия стадион и стабилизиране в дивизията, Дочев успява да изведе отбора до обратна промоция във Втора Бундеслига още през същия сезон.